# 77441 Джоув
77441 Джоув (77441 Jouve) — астероїд головного поясу, відкритий 18 квітня 2001 року.
Тіссеранів параметр щодо Юпітера — 3,348.